# Galeriegrab Paderborn-Dahl
Das Galeriegrab Paderborn-Dahl war eine megalithische Grabanlage der Jungsteinzeit bei Dahl, einem Stadtteil von Paderborn (Nordrhein-Westfalen). Es wurde um 1937 zerstört.

## Lage
Das Grab befand sich nördlich von Dahl an einem alten Richtweg nach Neuenbeken auf einem Feld schräg gegenüber dem Hengkrug.

## Forschungsgeschichte
Die Zerstörung des Grabs wurde 1937 gemeldet, damals zeichnete sich die Anlage noch als flache Mulde ab. Eine Feldbegehung an seinem Standort im Jahr 1977 erbrachte keine Ergebnisse.

## Beschreibung
Im Ortsakteneintrag ist lediglich vermerkt, dass die Anlage aus Findlingen errichtet worden war. Die Ansprache als Galeriegrab ergibt sich lediglich aus der Tatsache, dass dies der einzige Megalithgrabtyp ist, der aus der weiteren Umgebung des Fundorts belegt ist. Über Maße und Orientierung des Grabes liegen keine Informationen vor.